# Domenico Cecchini
Domenico Cecchini (ur. 7 lutego 1589 w Rzymie, zm. 1 maja 1656 tamże) – włoski kardynał.

## Życiorys
Urodził się 7 lutego 1589 roku w Rzymie, jako syn Domizia Cecchiniego i Fausty Capizucchi. Studiował na Uniwersytecie w Perugii, gdzie uzyskał doktorat z prawa. Po studiach wrócił do Rzymu, gdzie odbywał praktykę w Rocie Rzymskiej, a następnie został audytorem kamerlinga, elektorem Najwyższego Trybunału Sygnatury Apostolskiej, szambelanem Jego Świątobliwości i w 1644 – datariuszem apostolskim (od chwili promocji kardynalskiej – kardynałem prodatariuszem). 16 listopada 1644 roku został kreowany kardynałem in pectore. Jego nominacja na kardynała diakona została ogłoszona na konsystorzu 6 marca 1645 roku, a następnie nadano mu diakonię S. Sisto. Był jednym z sędziów w procesie Janseniusza. Zmarł 1 maja 1656 roku w Rzymie.